# Storie (Gianni Celeste)
Storie è il ventisettesimo album del cantante italiano Gianni Celeste, cantato in lingua napoletana, pubblicato nel 1999.

## Tracce
1. Senz'e te
2. Va pa' strada toia
3. Sono un peccatore
4. Famme fesse e cuntento
5. Chisà
6. Cuore occupato
7. Io l'ho tradita
8. Stanotte
9. Ma comme sto' male
10. Comme chiove